# Gouvernement Touadéra II
Ve République
Gouvernement Touadéra I Gouvernement Touadéra III
Le Gouvernement Touadéra II est le gouvernement de la République centrafricaine de la publication du décret présidentiel  du 19 janvier 2009, jusqu’à la nomination du Gouvernement Touadéra III, le 22 avril 2011. Ce gouvernement est nommé par le président de la République François Bozizé.

## Composition
Le gouvernement Touadéra 2 est composé du premier ministre, de 4 ministres d’État et 21 ministres et 7 ministres délégués. Le 20 avril 2010, un décret présidentiel met fin aux fonctions de Cyriaque Gonda et Élie Ouéfio.

### Premier ministre
- Premier ministre : Faustin Touadéra

### Ministres d’État
- 1. Ministre d'État au Plan, à l'Économie et à la Coopération  Internationale : M. Sylvain Maliko  (KNK)
- 2. Ministre d'État aux Transports et à l'Aviation Civile :  Colonel Anicet Parfait Mbay (KNK)
- 3. Ministre d'État aux Mines, à l'Énergie et à l'Hydraulique :  Lieutenant Colonel Sylvain Doutingaï  (KNK)
- 4. Ministre d'État chargé de la Communication, du Civisme, de  la Réconciliation nationale et du Suivi du Dialogue : M. Cyriaque Gonda (KNK-PNCN)

### Ministres
- 5. Ministre du Développement Rural et de l'Agriculture : M.  Fidèle Gouandjika (KNK)
- 6. Ministre de la Justice, Garde des Sceaux : M. Laurent Gon Baba (KNK)
- 7. Ministre des Postes et Télécommunications, chargé des  Nouvelles Technologies : M. Thierry Savonaroye Maléyombo (KNK)
- 8. Ministre du Développement du Tourisme et de l'Artisanat :  Mme Marie Solange Pagonendji-Ndakala  (KNK)
- 9. Ministre chargé du Secrétariat Général du Gouvernement et  des Relations avec les Institutions : M. Désiré Kolingba (KNK)
- 10. Ministre du Commerce et de l'Industrie : Mme Émilie Béatrice Epaye (KNK)
- 11. Ministre des Eaux, Forêts, Chasses et Pêche : M. Emmanuel Bizot (KNK)
- 12. Ministre de la Reconstruction des Édifices Publics et de  l'Urbanisme : M. Faustin N'Telnoumbi (UFDR)
- 13. Ministre de l'Équipement et du Désenclavement : M. Cyriaque Samba-Panza (KNK)
- 14. Ministre de la Fonction Publique, du Travail, de la  Sécurité Sociale et de l'Insertion professionnelle des Jeunes : M. Gaston Mackouzangba (KNK-PUN)
- 15. Ministre des Affaires Sociales, de la Solidarité nationale  et de la Famille : Mme  Bernadette Say (KNK)
- 16. Ministre de l'Éducation Nationale, de l'Enseignement  Supérieur et de la Recherche : M. Ambroise Zawa
- 17. Ministre de l'Environnement et de l'Écologie : François Naoyama (APRD)
- 18. Ministre de l'Administration du Territoire et de la  Décentralisation : M. Élie Wefio (KNK)
- 19. Ministre de la Sécurité Nationale et de l'Ordre Public :  Général Jules Bernard Ouandé (KNK)
- 20. Ministre des Finances et du Budget : M. Albert Bessé (KNK)
- 21. Ministre des Affaires Étrangères, de l'Intégration  Régionale et de la Francophonie : Général Antoine Gambi (KNK)
- 22. Ministre de la Santé Publique, de la Population et de la  Lutte Contre le Sida : André Nalke-Dorogo (MLPC)
- 23. Ministre de la Jeunesse, des Sports, des Arts et de la  Culture : M. Zingas Aurélien Simplice  (KNK-RDC)
- 24. Ministre de la Promotion des Petites et Moyennes  Entreprises, du Secteur Informel et du Guichet Unique : Moïse Kotaye (FPP)
- 25. Ministre de l'Habitat et du Logement : M. Djollo-Djidou (UFDR)

### Ministres délégués
- 26. Ministre délégué à la Présidence de la République Chargé de la Défense Nationale, des Anciens Combattants, des Victimes de  Guerre, du Désarmement et de la Restructuration de l'Armée : M.  Bozizé Francis (KNK)
- 27. Ministre délégué auprès du Ministre d'État aux Mines, à  l'Énergie et à l'hydraulique chargé de l'Énergie et de  l'Hydraulique : M. Jean Chrysostome Meckondongo (KNK)
- 28. Ministre délégué auprès du Ministre d'État au Plan, à l'Économie et à la Coopération Internationale : M. Adouma Raymond
- 29. Ministre Délégué auprès du Ministre des Finances et du  Budget chargé de la Mobilisation des Ressources Financières : M.  Abdallah Kadi Hassan
- 30. Ministre délégué auprès du Ministre de l'Éducation  Nationale, de l'Enseignement Supérieur, de la Recherche, chargé de l'Enseignement Primaire, Secondaire, Technique et de  l'Alphabétisation : M. Djibrine Sall
- 31. Ministre délégué auprès du Ministre du Développement Rural  et de l'Agriculture, chargé de l'Élevage et de la Santé Animale :  M. Youssoufa Yerima Mandjo
- 32. Ministre délégué auprès du Ministre des Affaires Étrangères, de l'Intégration Régionale et de la Francophonie : Mme Ambroisine Kpongo (KNK)